# Helitt
Helitt Líneas Aéreas (IATA: H9, OACI: HTH, y Callsign: Alboran) fue una aerolínea española con sede en Málaga. Creada en 2009 por Abel Pizarro Gómez.

## Historia
La aerolínea se fundó en 2009 con el fin de unir la ciudad gaditana de Tarifa con Tánger (Marruecos) mediante helicópteros (de ahí el origen del nombre Helicópteros Tánger Tarifa). Debido al desacuerdo de las instituciones marroquíes a la construcción de un helipuerto en el puerto Tanger-Ville, la compañía se decantó por otro tipo de mercado. Empezó a operar el 21 de noviembre de 2011 con la ruta inaugural Málaga-Melilla; una semana después comenzó a operar la línea Melilla-Barcelona y el día 2 de diciembre, la ruta Melilla-Madrid el día 21 de diciembre inició la ruta Málaga-Madrid, el 3 de enero de 2012, la ruta Barcelona-San Sebastián y el día 20 Madrid-San Sebastián. El día 24 de marzo se inaugura la ruta Málaga-Nador y Palma de Mallorca-Nador, el 25 de marzo se inauguraron las rutas Badajoz-Madrid, Badajoz-Barcelona y Badajoz-Málaga y en mayo se inauguró la ruta Málaga-Casablanca. La inversión para poner en marcha la compañía fue de unos 30 millones de euros por Abel Pizarro Gómez.
A finales del año 2012, Helitt suspendió todos sus vuelos entre España y Marruecos, y en febrero de 2013 canceló todos los vuelos que realizaba en España, convirtiéndose en una aerolínea chárter.
Este cambio repentino conllevó el despido por ERE de más del 80% de la plantilla en el que la empresa no abonó las cantidades a las que estaba obligada, así como dejó sin volar a centenares de pasajeros sin responder por ello. Actualmente se encuentra bajo varios procesos judiciales por incumplimientos de contrato y otras causas.
Desde 2013 Helitt Líneas Aéreas, fue una compañía dedicada en exclusiva a vuelos chárter y vuelos en régimen de "wet lease". Desde entonces la compañía operó para multitud de compañías internacionales como Darwin Airline, Royal Air Maroc, Fly540 Ghana, TAP Portugal o Ceiba Internacional.
En 2014 anunció la incorporación de un simulador de tripulaciones. El 23 de septiembre de 2014, la aerolínea notificó a todos sus empleados la extinción de los contratos de trabajo y la inminente presentación de concurso de acreedores con extinción total.

## Destinos
Estos eran los destinos que operó la aerolínea
| Países    | Destinos          | Aeropuertos                                    | Desde                                     |
| --------- | ----------------- | ---------------------------------------------- | ----------------------------------------- |
| España    | Badajoz           | Aeropuerto de Badajoz                          | Barcelona, Madrid y Málaga                |
| España    | Barcelona         | Aeropuerto Josep Tarradellas Barcelona-El Prat | Badajoz, Melilla y San Sebastián          |
| España    | Madrid            | Aeropuerto Adolfo Suárez Madrid-Barajas        | Badajoz, Melilla, Málaga y San Sebastián, |
| España    | Málaga            | Aeropuerto de Málaga-Costa del Sol             | Casablanca, Badajoz, Melilla y Madrid     |
| España    | Melilla           | Aeropuerto de Melilla                          | Barcelona, Málaga y Madrid                |
| España    | Palma de Mallorca | Aeropuerto de Palma de Mallorca (estacional)   | Nador                                     |
| España    | San Sebastián     | Aeropuerto de San Sebastián                    | Madrid                                    |
| Marruecos | Casablanca        | Aeropuerto Internacional Mohammed V            | Málaga                                    |
| Marruecos | Nador             | Aeropuerto Internacional de Nador              | Málaga y Palma de Mallorca                |

## Flota
La flota de Helitt constaba de las siguientes aeronaves: 
| Aeronaves | Total | Introducido | Retirado | Matrículas              |
| --------- | ----- | ----------- | -------- | ----------------------- |
| ATR 72    | 3     | 2011        | 2014     | EC-LNP, EC-LNQ y EC-LNR |